# Iwan Alexandrowitsch Skobrew
Iwan Alexandrowitsch Skobrew (russisch Иван Александрович Скобрев; * 8. Februar 1983 in Chabarowsk) ist ein auf Mittel- und Langstrecken spezialisierter russischer Eisschnelllauf-Allrounder.

## Werdegang
Iwan Skobrew debütierte im März 2002 beim Weltcupfinale in Inzell. Er erreichte mehrere Podiumsplätze in der B-Gruppe des Weltcups und lief auch in der A-Gruppe mehrmals in die besten 10. Bei den Olympischen Winterspielen 2006 in Turin trat er bei vier Rennen an und kam über die 1000 und 1500 Meter auf einen jeweils überraschend guten sechsten Rang. Auch im Teamwettbewerb erreichte er mit Russland einen fünften Platz. Bei den Olympischen Winterspielen 2010 in Vancouver gewann er über 5000 Meter die Bronzemedaille und über 10.000 Meter die Silbermedaille.
Bei der Mehrkampfweltmeisterschaft 2011 in Calgary gewann er den Titel vor Håvard Bøkko.
Der Vizejunioreneuropameister im Mehrkampf von 2002 hinter Beorn Nijenhuis wurde dreimal russischer Meister, fünfmal Vizemeister und zweimal Dritter.
Im Dezember 2017 wurde Skobrew nach Dopingveröffentlichungen gemeinsam mit zehn weiteren russischen Sportlern lebenslang für die Olympischen Spiele gesperrt.